# Luffammina
Luffammina es un género de foraminífero bentónico de la Familia Arboramminidae, de la Superfamilia Astrorhizoidea, del Suborden Astrorhizina y del Orden Astrorhizida. Su especie-tipo es Luffammina atlantica. Su rango cronoestratigráfico abarca el Holoceno.

## Discusión
Clasificaciones previas incluían Luffammina en el Orden Allogromiida.

## Clasificación
Luffammina incluye a las siguientes especies:
- Luffammina atlantica